# Aéroport international de Dalian-Jinzhouwan
L'aéroport international de Dalian-Jinzhouwan (chinois simplifié : 大连金州湾国际机场 ; chinois traditionnel : 大連金州灣國際機場 ; pinyin : Dàlián jīn zhōu wān guójì jīchǎng) est un aéroport en construction qui desservira la ville de Dalian dans la province du Liaoning, dans le nord-est de la Chine. Une fois ouvert, il remplacera l'aéroport international de Dalian-Zhoushuizi comme principal aéroport de la ville. Il est construit sur un polder de 21 km2 au large de la côte de Dalian. Il devrait ouvrir ses portes durant l'année 2020, devenant alors le plus grand aéroport offshore du monde avec une capacité d'accueil de 31 millions de passagers puis, dans une seconde phase, de 70 millions de passagers. 

## Contexte
Dalian est actuellement desservie par l'aéroport international de Dalian-Zhoushizui, qui est utilisé à la fois pour des vols militaires et commerciaux depuis 1924, époque à laquelle Dalian était un territoire loué au Japon. Du fait de la hausse rapide du trafic aérien, l'aéroport a été agrandi quatre fois, en 1992, 1993, 2005 et 2011, et a accueilli plus de 13 millions de passagers en 2012, se classant en 15e position quant au trafic en République populaire de Chine. En raison de l'expansion de la ville de Dalian, l'aéroport est maintenant entouré d'une zone urbaine bâtie et n'a plus d'espace pour poursuivre son agrandissement. En conséquence, les autorités ont lancé en 2011 le nouveau projet d'aéroport de Jinzhouwan, qui a été inclus dans le 12e plan quinquennal national. 

## Construction
Le projet d'aéroport a été officiellement annoncé en 2012, mais la construction avait déjà commencé en avril 2011. Il est construit sur 21 km2 de terres récupérées dans la baie de Jingzhou (zh:金州湾), au large des côtes de Dalian, et devrait devenir le plus grand aéroport offshore du monde. Il est conçu pour gérer l'Airbus A380, le plus gros avion transportant des passagers, et sa construction devrait coûter 26,3 milliards de yuans (4,3 milliards de dollars). L'aéroport devait ouvrir en 2018, mais sa construction a été retardé. Après sa construction, il deviendra le premier aéroport chinois construit sur une île artificielle.  
En 2014, les médias chinois ont rapporté que l'aéroport n'avait pas reçu l'approbation nécessaire du gouvernement national, même si la construction avait déjà commencé depuis trois ans,. Certains experts ont critiqué son coût, avertissant que le coût de construction et d'entretien des pistes sur des terrains récupérés sur la mer pourrait être 20 fois plus élevé que les aéroports construits sur la terre ferme.

## Installations
L'aéroport sera construit en deux étapes. La première étape comprend un terminal de 400 000 m2 et deux pistes de 3 600 mètres de long, et est conçu pour accueillir 31 millions de passagers et 650 000 tonnes de fret par an. Deux pistes supplémentaires seront construites dans la deuxième phase (classe 4F) et, une fois achevé, l'aéroport aura la capacité de 70 millions de passagers par an, ainsi que d'un million de tonnes de fret chaque année.

## Voir également
- Liste des aéroports en Chine
- Liste des aéroports les plus fréquentés en Chine